# Psychedelische Musikvisualisierung
Psychedelische Musikvisualisierungen (auch „Liquid Light Shows“) waren ein wichtiger Bestandteil der psychedelischen Musik und Kunst, und wurden in den 1960er und 1970er Jahren hauptsächlich in Amerika und England von Bands wie Jefferson Airplane oder Pink Floyd zur Erweiterung der Live-Performance eingesetzt.

## Entstehung
Ab Mitte der 1960er Jahre entstand an der Westküste der USA eine neue Künstlerbewegung, die durch den offenen und damals noch legalen Umgang mit Drogen wie LSD geprägt wurde. Im gleichen Maße, in dem der Einfluss psychedelischer Drogen die bis dato hauptsächlich der Folk-Musik zugehörigen Musiker dazu veranlasste, mit neuen Klängen und Strukturen zu experimentieren, trieb es zahlreiche Künstler, Grafiker und Filmschaffende dazu, diese neuen visuellen Eindrücke zu interpretieren (siehe auch Psychedelische Kunst). Im Bereich der Bühnentechnik versuchte man, die visuellen Effekte eines Drogenrausches zu simulieren, um dadurch im Einklang mit der Musik eine neue, ganzheitliche Musikerfahrung zu ermöglichen.

## Techniken

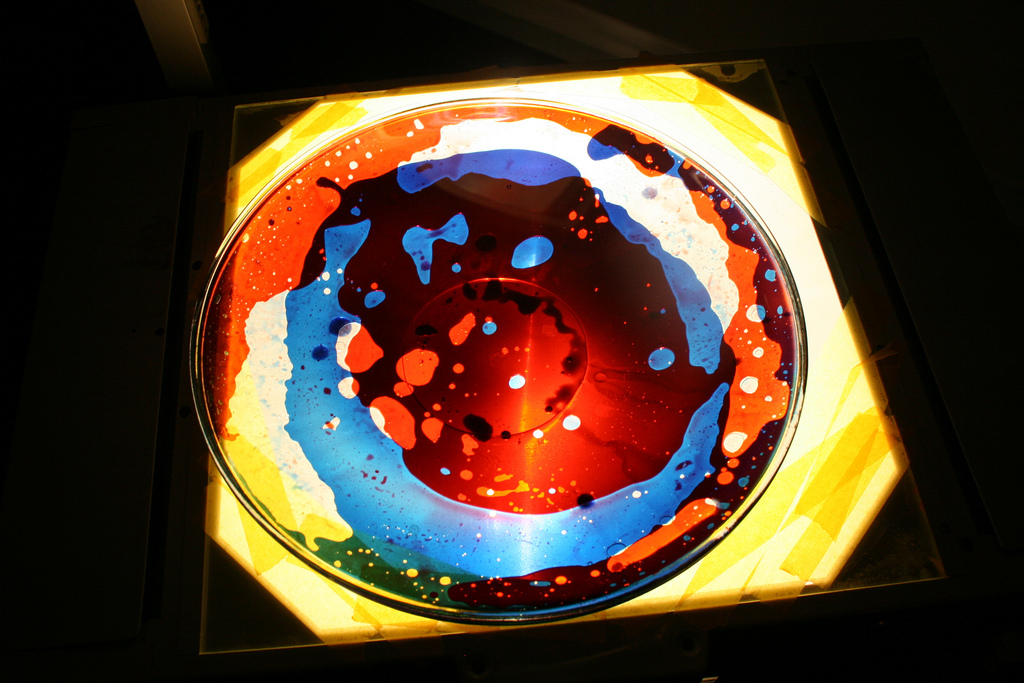
Ölprojektor

Einige neue Bühnen- und Beleuchtungstechniken wurden explizit für den Einsatz bei psychedelischen Light-Shows entwickelt und gelten heute noch als stilbildend für die psychedelische Ära.
Am bekanntesten dürften sogenannte „Liquid Oil“-Projektionen sein. Diese Art Projektoren konnte man sich ohne großen technischen und finanziellen Aufwand selbst bauen. Als Grundlage diente meistens ein einfacher Overheadprojektor. Darauf wurden zwei flache Glasschalen ineinander gelegt. Sehr beliebt waren dafür Uhrengläser, die aus großen Bahnhofsuhren entwendet wurden. Zwischen den beiden Glasplatten füllte man eine Emulsion aus bunten Ölen. Diese Mischung wurde nach dem Prinzip einer Lavalampe durch die Wärme bewegt, wobei bunte, sich ständig verändernde Blasen und blubbernde Tropfen zum Rhythmus der Musik tanzten.
Die Ölprojektionen wurden meistens an eine große Leinwand hinter der Bühne geworfen. Bei großen Veranstaltungen waren oft mehrere Lichtkünstler tätig, die bis zu 70 Projektoren gleichzeitig bedienten. Aus diesem Grund fanden damals viele Rockkonzerte in ehemaligen Theatern (wie zum Beispiel das legendäre Fillmore East) statt, weil nur dort genügend Platz hinter der Bühne war, um die aufwändigen Projektionen zu steuern.

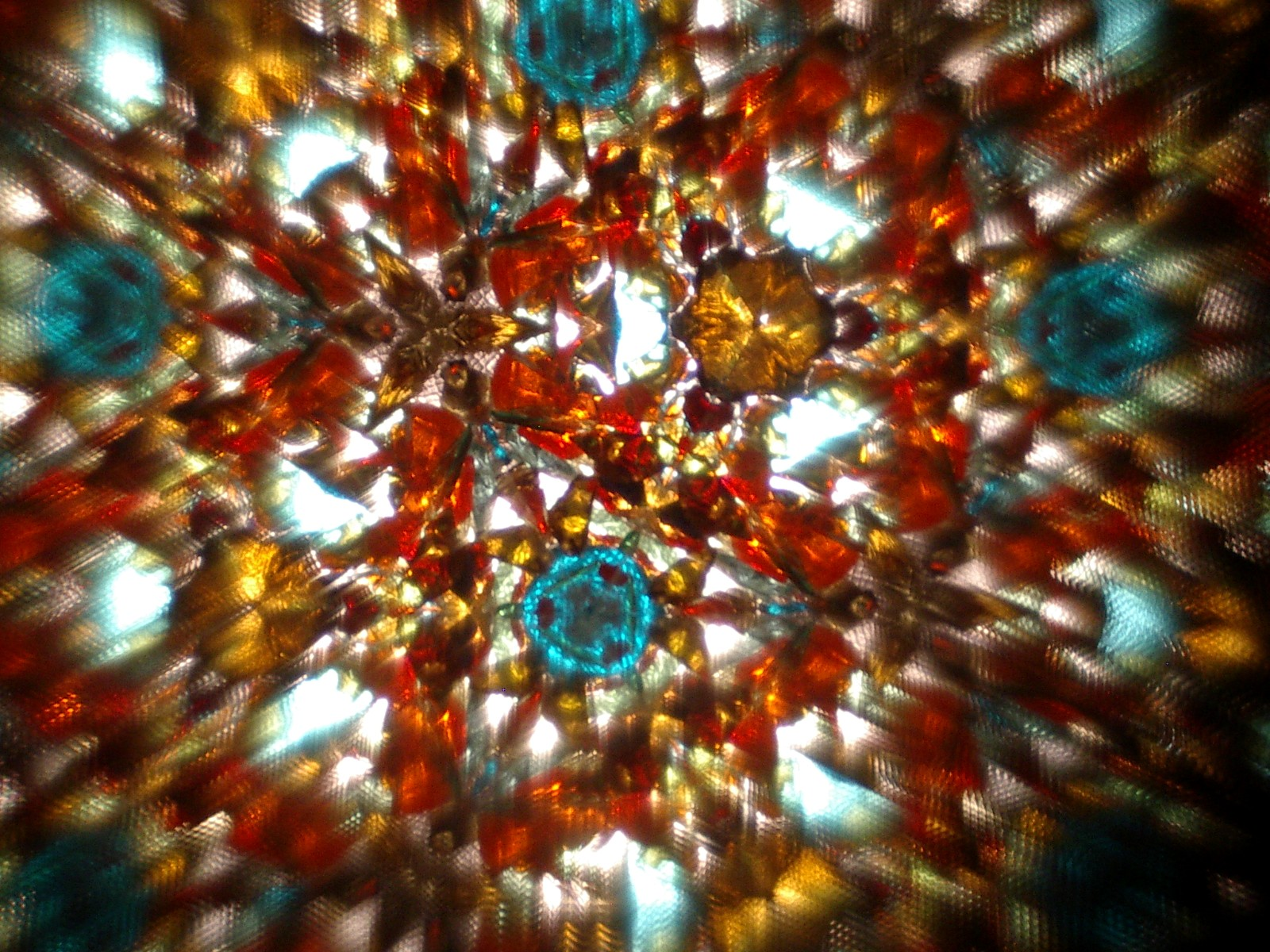
Kaleidoskopprojektion

 Eine weitere technische Neuerung stellten Kaleidoskopprojektoren dar, die stetig fließende Bilder in allen Farben und Größen an auf die Bühne werfen konnten.
Hinzu kommen einige neue Beleuchtungstechniken, wie beispielsweise der Einsatz von Stroboskop, UV-Licht, brillanten Farbfiltern oder auch drehbare Prismenaufsätze für Scheinwerfer, die das Licht reflektieren und brechen (vergleichbar mit dem Cover der Pink-Floyd-Platte „The Dark Side of the Moon“).

## Künstler
Unter den zahlreichen Lichtkünstlern der damaligen Zeit haben sich einige besonders hervorgehoben.
Die Joshua Light Show ist ein New Yorker Lichtkünstlerkollektiv, das 1967 von Joshua White gegründet wurde. An der Ostküste befand sich die Gruppe zwar nicht im Epizentrum der psychedelischen Bewegung, aber sie konnte sich schnell einen Namen machen mit ihren Lichtshows, die sie im Rahmen der „San Francisco Summer of Love“-Tour für Bands wie The Grateful Dead oder Jefferson Airplane veranstalteten. 1968 wurde das Fillmore East Theater in New York eröffnet (ein Ableger des Fillmore West in San Francisco) und Direktor Bill Graham engagierte Joshua White für die Leitung über sämtliche Licht- und Videoeffekte. In den folgenden zwei Jahren sollte White maßgebend die Ästhetik der psychedelischen Musikvisualisierung mitbestimmen. Viele der relevanten Bands dieser Ära traten im Fillmore East auf und wurden von der Joshua Light Show mit riesigen Rückprojektionen von Öllampen, Stroboskopen und Dias unterstützt. Dabei zeichnete sich White vor allem durch seine Vielseitigkeit aus: Während viele Lichtkünstler einen ganzen Gig lang, nur eine endlose Ölprojektion laufen lassen, arbeitete White mit einer Vielzahl von Motiven und Effekten und konnte somit (dank einem enormen technischem Aufwand) das Publikum mit einer Fülle von Eindrücken und Visionen unterhalten. 1970 verließ Joshua White das Fillmore East und entwickelte kurz darauf „Joshua Television“, ein Farbfernseh-Vergrößerungssystem, das großformatige (Live)Videobilder für Massenveranstaltungen ermöglichte. Danach machte sich White als eigenständiger Licht- und Videokünstler einen Namen. Die Joshua Light Show existiert auch heute noch (in teilweise veränderter Besetzung) und ist mit einer Kombination aus alter Projektions- und neuer Digitaltechnik auf Tour. Joshua Whites Film „Liquid Loops“ (1969) zählt bis heute als Standardwerk der Öllampenprojektion.
Joshua Whites Mentor war der New Yorker Glenn McKay. McKay kam zu Beginn der psychedelischen Ära nach San Francisco, wo er nach eigener Aussage „ausgiebig mit psychoaktiven Drogen experimentierte“. Bei einem von Ken Keseys legendären „Acid Tests“ erlebte er zum ersten Mal eine Lightshow und beschloss, dies zu seiner Profession zu machen. McKays Gruppe „Headlights“ arbeitete anfangs hauptsächlich für Jefferson Airplane, bei deren Konzerten sie über 3 Jahre lang fast alle Shows beleuchteten. McKay war vor allem für seine riesigen und sehr komplexen Shows berühmt, mit der er sogar
im New Yorker Whitney-Museum auftreten durfte. Über seine Arbeit sagt McKay: „I’m providing a new door to the consciousness of sound and color to be so in touch with the emotion and the rhythm of the experience losing any sense of separation between the color, moving images and the sound.“
In England etablierte sich ebenfalls eine lebendige psychedelische Szene. Allerdings wagten die Londoner eine avantgardistischere Herangehensweise an den Psychedelic Rock. Besonders Pink Floyd entwickelten sich stets weiter und experimentierten mit neuen Tönen und Effekten. Das Gleiche trifft auch auf deren Lichttechniker Mike Leonard zu. Leonard war Architekturprofessor am Hornsey College of Arts, als dort einige Mitglieder von Pink Floyd studierten. Zusammen mit der Band stellte er eigens entwickelte Geräte her, um eine vollkommen neue Art der Musikvisualisierung zu verwirklichen. Seine Methode war, Licht durch geometrisch angeordnete Glasröhren und -linsen zu schicken, um somit eine endlose Variation an Mustern und Oberflächen erzeugen zu können. Sein Stil war eher grafisch geprägt, mit konkreten Formen statt chaotischen Mustern. Sein Werk erinnert stark an Oskar Fischinger. So muteten die berühmten Konzerte der Band im Londoner UFO-Club mehr wie eine Kunstperformance statt eines Rockkonzertes an. Leonard war zeitweise sogar Mitglied der Band als Keyboarder. Nach drei Kooperation suchte sich die Band jedoch neue Lichttechniker, um sich weiterzuentwickeln.
Einen Wendepunkt in der Musikvisualisierung stellte Ende der 1960er Jahre zweifelsfrei Andy Warhols „The Exploding Plastic Inevitable“ dar. Warhol, der bereits seit 1963 mit dem Medium Film experimentierte, entwickelte diese Show speziell für seine Schützlinge The Velvet Underground und Nico. Dabei stellt „The Exploding Plastic Inevitable“ einen radikalen Gegenentwurf zu den „groovigen“ Lightshows an der Westküste dar. Vielmehr erlebte das Publikum ein radikales, düsteres Multimedia-Happening. Stroboskope, Spiegelkugeln und Diaprojektoren warfen die Bühne in ein gleißendes Licht. Vier Filmprojektoren warfen gleichzeitig Bilder über die Band, deren Motive oft verstörend oder abstoßend waren. Dazu kamen seltsame Live-Performances wie zum Beispiel sadomasochistische Peitschenshows. Die Tournee mutete eher wie eine Art grotesker Wanderzirkus an und so mancher LSD-Jünger, der in Erwartung einer bewusstseinserweiternden Lichtshow das Konzert besuchte, fand sich plötzlich in einem real gewordenen Horrortrip wieder.
Trotzdem fand die Show großen Anklang, vor allem in der Künstlerszene der Ostküste. Warhol verwendete explizit bestimmte Motive für bestimmte Songs und war somit der erste, der mit seinen Bildern auf den Inhalt eines Songs reagierte. Er entwickelte eine, wie er es nannte, „totale Umgebung“, in der Musik, Kunst und Film vereint wurden und setzte erstmals gezielt das Medium Film als narratives Element für Bühnenshows ein.

## Verschiedenes
Eine bekannte Adaption psychedelischer Musikvisualisierungen ist die Farbsequenz aus Stanley Kubricks „2001: Odyssee im Weltraum“ (1968). Diese Szene wurde von Douglas Trumbull in einem neu entwickelten Verfahren namens „Slit-scan photography“ realisiert. Trumbull galt als Pionier der computergestützten Spezialeffekte und arbeitete bereits in den 1960ern mit Geräten, die er sich aus alten Panzervisieren selbst baute. Auch Pink Floyd beziehen sich auf den Film: Das Stück „Echoes“ von der Platte „Meddle“ ist auf diese Filmszene abgestimmt.